# Boujemaâ Benkhrif
Boujemaâ Benkhrif (en arabe : بوجمعة بن خريف), né en 1947, est un footballeur marocain qui évoluait au poste de défenseur.

## Biographie
Il a commencé et a fini sa carrière au KAC de Kénitra. Il a fait ses débuts en équipe nationale du Maroc en 1967. En 1970, il en devint le capitaine lors de la Coupe du monde 1970.

## Parcours footballistique
Boujemaâ Benkhrif a réalisé un très bon parcours footballistique au niveau national et international par sa participation avec la sélection marocaine à la Coupe du monde 1970 au Mexique 1970, et la qualification aux Jeux Olympiques du Mexique 1968 (le Maroc n'y a pas participé en raison de la participation d'Israël), mais il a participé aux Jeux Olympiques de Munich en 1972 et aussi à plusieurs événements continentaux et arabes, et aussi plusieurs participations nationales et internationales avec son club le KAC de Kénitra, que ce soit en tant que joueur ou un entraîneur, il a aussi fait partie de l'équipe des FAR en Championnat du monde militaire.

## Sélections en équipe nationale "A"
1. 17/03/1968 Maroc - Algérie à Casablanca 0 - 0 Amical
2. 03/11/1968 Maroc - Sénégal à Casablanca 1 - 0 Elim. CM 1970…………….1 But
3. 05/01/1969 Sénégal - Maroc à Dakar 2 - 1 Elim. CM 1970
4. 09/02/1969 Maroc - Hongrie à Casablanca 1 - 4 Amical
5. 13/02/1969 : Las Palmas : Maroc vs Sénégal (2 - 0) Elim. CM 1970
6. 09/03/1969 Algérie - Maroc à Alger 2 - 0 Elim. CAN 1970
7. 23/03/1969 Maroc - Algérie à Agadir 1 - 0 Elim. CAN 1970
8. 27/04/1969 Tunisie - Maroc à Tunis 0 - 0 Elim. CM 1970
9. 18/05/1969 Maroc - Tunisie à Casablanca 0 - 0 Elim. CM 1970
10. 13/06/1969 Maroc - Tunisie à Marseille 2 - 2 Elim. CM 1970
11. 21/09/1969 Maroc - Nigeria à Casablanca 2 - 1 Elim. CM 1970
12. 10/10/1969 Soudan - Maroc à Khartoum 0 - 0 Elim. CM 1970
13. 26/10/1969 Maroc - Soudan à Casablanca 3 - 0 Elim. CM 1970
14. 30/10/1969 Algérie - Maroc à Alger 1 - 0 Amical
15. 28/12/1969 Maroc - Bulgarie à Casablanca 3 - 0 Amical
16. 03/06/1970 Allemagne Ouest - Maroc à Leon 2 - 1 CM 1970
17. 06/06/1970 Pérou - Maroc à Leon 3 - 0 CM 1970
18. 11/06/1970 Bulgarie - Maroc à Leon 1 - 1 CM 1970
19. 10/12/1970 Algérie - Maroc à Alger 3 - 1 Elim. CAN 1972
20. 27/12/1970 Maroc - Algérie à Casablanca 3 - 0 Elim. CAN 1972…………….1 But
21. 14/03/1971 Maroc - Egypte à Casablanca 3 - 0 Elim. CAN 1972
22. 16/04/1971 Egypte - Maroc au Caire 3 - 2 Elim. CAN 1972
23. 12/09/1971 Maroc - Mexique à Casablanca 2 - 1 Amical……………………..1 But
24. 08/10/1971 Maroc - Egypte à Izmir 1 - 0 Jeux Méd
25. 29/01/1972 Maroc - Roumanie à Casablanca 2 - 4 Amical
26. 25/02/1972 Congo - Maroc à Douala 1 - 1 CAN 1972
27. 27/02/1972 Soudan - Maroc à Douala 1 - 1 CAN 1972
28. 29/02/1972 Zaire - Maroc à Douala 1 - 1 CAN 1972
29. 19/11/1972 Maroc - Sénégal à Agadir 0 - 0 Elim. CM 1974
30. 03/12/1972 Sénégal - Maroc à Dakar 1 - 2 Elim. CM 1974
31. 11/02/1973 Guinée - Maroc à Conakry 1 - 1 Elim. CM 1974
32. 25/02/1973 Maroc vs Guinée à Tetouan 2 - 0 Elim. CM 1974
33. 20/05/1973 Côte d’ivoire - Maroc à Abidjan 1 - 1 Elim. CM 1974
34. 03/06/1973 Maroc – Côte d’Ivoire à Tétouan 4 - 1 Elim. CM 1974
35. 21/10/1973 Zambie - Maroc à Lusaka 4 - 0 Elim. CM 1974
36. 31/10/1973 Algérie - Maroc à Alger 2 - 0 Amical
37. 25/11/1973 Maroc - Zambie à Tetouan 2 - 0 Elim. CM 1974
38. 09/12/1973 Zaire - Maroc à Kinshasa 3 - 0 Elim. CM 1974
39. 22/02/1974 Irak vs Maroc à Baghdad 0 - 0 Amical
40. 25/02/1974 Kuwait - Maroc à Kuwait 2 - 0 Amical
41. 06/03/1974 A.Saoudite - Maroc à Riyad 0 - 0 Amical
42. 07/04/1974 Maroc – Algérie à Casablanca 2 - 0 Amical

## Les matchs olympiques
1. 26/11/1967  Tunis Tunisie v Maroc 0 - 0 Elim. JO 1968………………..Carton rouge
2. 09/06/1968 Casablanca : Maroc vs Ghana 1 - 1 Elim. JO 1968
3. 30/06/1968 Kumasi : Ghana vs Maroc 1 - 2 Elim. JO 1968
4. 28/03/1971 Casablanca : Maroc vs Niger 5 - 2 Elim. JO 1972
5. 25/04/1971 Niamey : Niger vs Maroc 1 - 3 Elim. JO 1972
6. 30/06/1971 : Téhéran : Autriche Olympique vs Maroc 1 - 0 Tournoi de Perse
7. 10/10/1971 Maroc - Grèce à Izmir 1 - 0 Jeux Méd
8. 13/10/1971 Maroc - Yougoslavie Izmir 0 - 1 Jeux Méd
9. 23/04/1972  Tunis : Tunisie vv Maroc 3 - 3 Elim. JO 1972
10. 30/04/1972  Casablanca Maroc vs Mali 2 - 1 Elim. JO 1972
11. 21/05/1972 : Bamako Mali vs Maroc 1 - 4 Elim. JO 1972
12. 27/08/1972 : Augsbourg : USA vs Maroc 0 - 0 JO 1972
13. 29/08/1972 : Passau : Allemagne Ouest vs Maroc 3 - 0 JO 1972
14. 31/08/1972 : Ingolstadt : Malaisie vs Maroc 0 - 6 JO 1972…………………1 But
15. 03/09/1972 : Munich : URSS vs Maroc 3 - 0 JO 1972
16. 05/09/1972 : Passau : Danemark vs Maroc 3 - 1 JO 1972
17. 08/09/1972 : Nuremberg : Pologne vs Maroc 5 - 0 JO 1972